# Džabal at-Tajr
Džabal at-Tajr (arabsky جبل الطير‎ – Džabal at-Tajr – ptačí vrch; přepis dle místní výslovnosti: Džebel el-Tejral) je název vulkanického vrcholu na stejnojmenném ostrově (Džazíra Džabal at-Tajr – arabsky جزيرة جبل الطير‎) pod správou Jemenu. Nachází se v Rudém moři, asi 115 km východně od pobřeží Jemenu, 150 km západně od pobřeží Eritreje a 80 km jihozápadně od Farisianských ostrovů. Průměr ostrova je asi 3 km, nejvyšší bod je 244 m nad hladinou moře. Na ostrově se od roku 1996 nachází menší vojenská základna jemenské armády. Ostrov nemá žádný přírodní zdroj vody a kromě vojáků není trvale obydlený (kromě sezónního pobytu rybářů).
Celý ostrov je vulkanického původu, základna převážně čedičového stratovulkánu se nachází asi 1200 m pod hladinou moře. Je to nejseverněji položený vulkán v Rudém moři. Do konce září 2007 byl považován za vyhaslý, poslední erupce se odehrála před 124 lety.

## Geologická stavba
Sopka je poměrně mladá – holocenní, mladé bazaltové lávové proudy typu pahoehoe jsou soustředěny kolem kráteru Džebel Duchan a radiální se rozšiřujících trhlin kráteru. Pyroklastické struskové kužely se nacházejí podél severozápadního a jižního pobřeží ostrova. V 18. a 19. století bylo zaznamenáno několik explozivních erupcí.

### Erupce vroce 2007
30. září 2007 se sopka po sérii tří menších zemětřesení znovu probudila k životu. Při pátrání po pohřešovaných vojácích ze základny na ostrově byla jemenskou pobřežní stráží požádána o pomoc kanadská fregata Toronto. Fregata byla součástí flotily NATO, která se právě procházela Suezským průplavem. Podle prvních zpráv byl celý ostrov pokryt rozlitou lávou.

## Historie
Ostrov byl znám již od starověku (pod jménem Saiban), když byl důležitým navigačním bodem lodních tras v Rudém moři. Později přešel pod kontrolu Osmanské říše a v roce 1915 byl okupován britskou armádou. Na ostrově byl Francií vybudovaný maják (ještě před britskou okupací), po obsazení prošla koncese na správu majáku pod Británii a nakonec na Jemen.
Na ostrov si dělala nárok i Etiopie, po získání nezávislosti Eritreje proběhl v roce 1995 krátký třídenní vojenský konflikt. V roce 1996 byla na ostrově vybudována menší základna jemenských ozbrojených sil a dvě pozorovatelny.